# Заамінський район

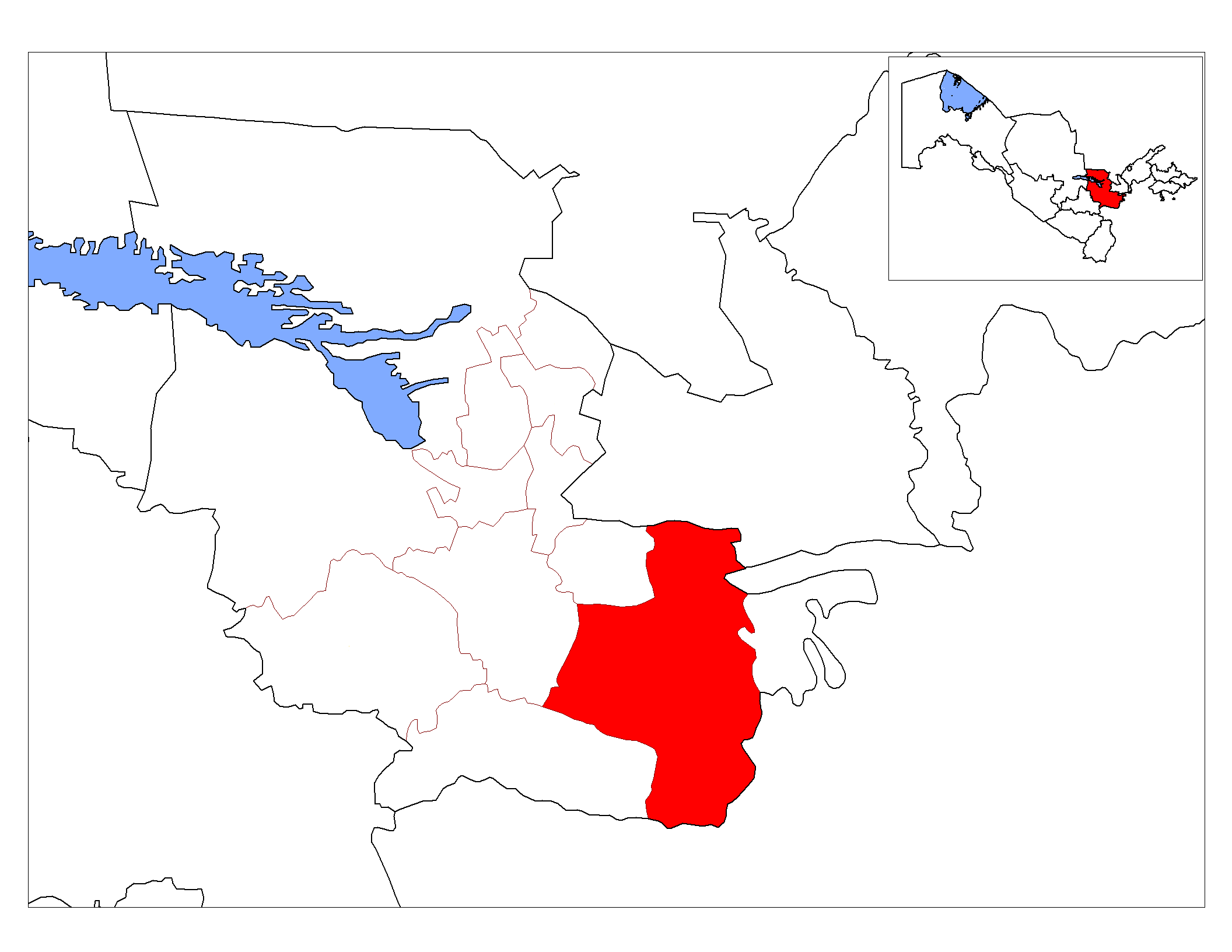
Розташування району в Джиззацькій області.

Заамінський район (узб. Зомин тумани, Zomin tumani) — район у Джиззацькій області Узбекистану. Розташований у південно-східній частині області. Утворений 31 грудня 1964 року. Центр — міське селище Заамін.

## Історія
На території району 1916 року відбувалися події, пов'язані із Джиззацьким повстанням.